# Příběhy z temnot: Film
Příběhy z temnot: Film (v anglickém originále Tales from the Darkside: The Movie) je americký hraný film z roku 1990, který byl natočen podle stejnojmenného seriálu z osmdesátých let. Skládá se ze tří částí a natočil jej režisér John Harrison podle scénáře Michaela McDowella (dvě části) a George A. Romera (jedna část). Hráli v něm Debbie Harry, Christian Slater, David Johansen, Steve Buscemi a další.